# Alasdair Gray
Alasdair Gray (Riddrie, Glasgow, Escocia, 28 de diciembre de 1934-Ibidem, 29 de diciembre de 2019) fue un escritor, poeta y artista británico.

## Biografía

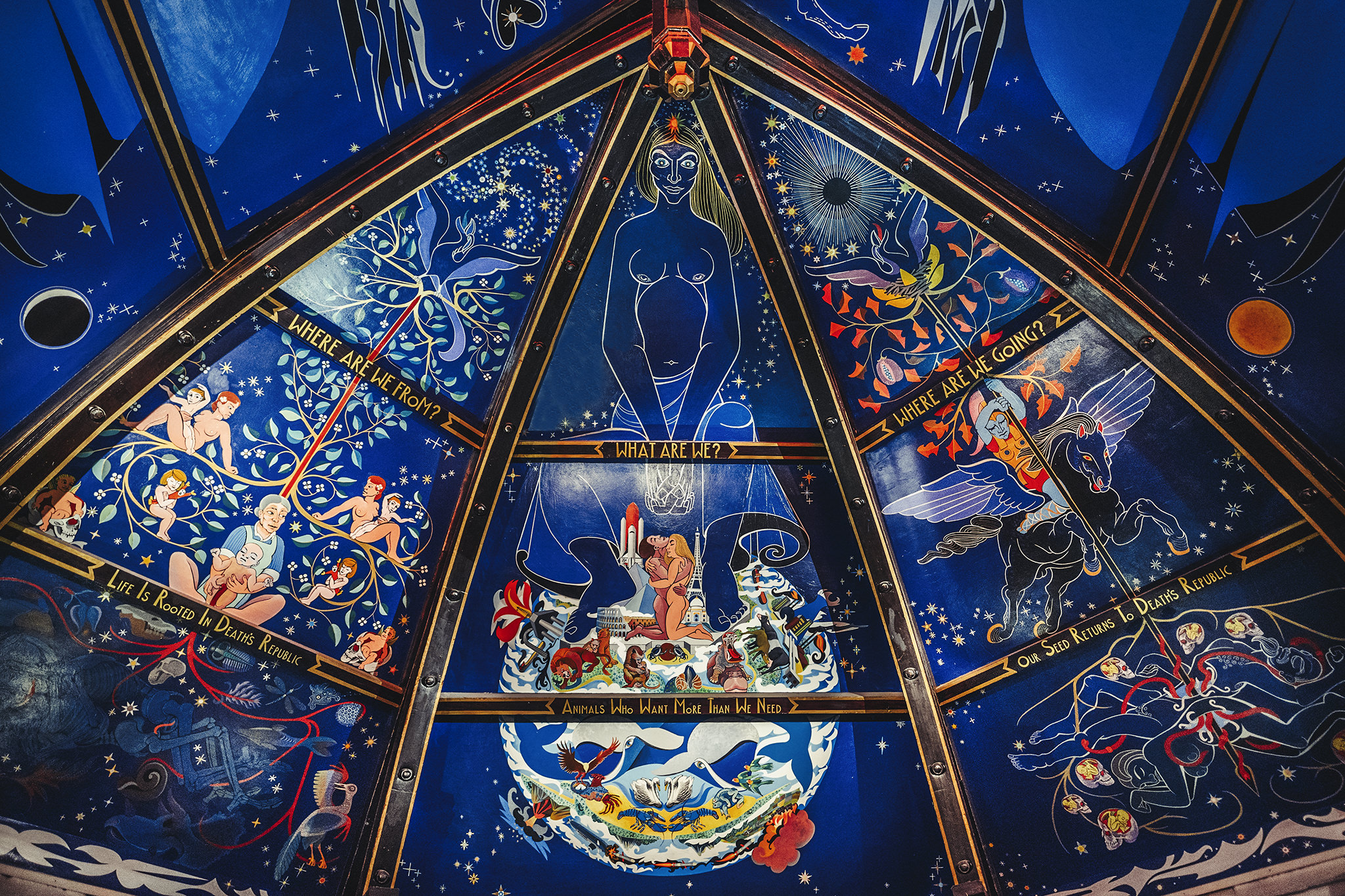
Techo del auditorio de Òran Mór(Glasgow), mural obra de Alasdair Gray (2004)

Estudió en la Glasgow School of Art entre 1952 y 1957, período en el que inició su trayectoria como escritor. Finalizados los estudios de arte trabajó como retratista y escritor de guiones para radio y televisión.
Tras veinticinco años escribiendo sus primeras obras publicadas fueron las más aclamadas Lanark (1981) y la colección de relatos Historias inverosímiles, en general. Se identificó a sí mismo como nacionalista escocés y republicano.[cita requerida]
A lo largo de su larga trayectoria literaria publicó más de treinta obras entre novelas, cuentos, poesía, traducciones y obras de teatro, en la que combinó elementos de realismo, fantasía y ciencia ficción, el uso creativo de la tipografía e incluyó sus propias ilustraciones. Como artista pintó varios murales realizados en Glasgow como el del techo del auditorio de Òran Mór, el del restaurante Ubiquitous Chips o el de la estación de metro de Hillhead en Glasgow. La obra pictórica de Gray fue expuesta en diversas galerías de arte entre las que destacó la Scottish National Gallery of Modern Art.
Falleció el 29 de diciembre de 2019 en el Hospital Universitario Queen Elizabeth de Glasgow a los ochenta y cinco años.

## Premios
- Whitbread Fiction Award por Poor Things (1992), traducida como Pobres criaturas.[6][2]
- Premio Guardián de Ficción por Poor Things (1992), traducida como Pobres criaturas.[6][2]

## Novelas
- Lanark (1981)
- 1982, Janine (1984)
- The Fall of Kelvin Walker (1985)
- Something Leather (1990)
- McGrotty and Ludmilla (1990)
- Poor Things (1992)
- A History Maker (1994)
- Mavis Belfrage (1996)
- Old Men In Love (2007)

## Libros de relatos
- Historias inverosímiles, en general (1983)
- Lean Tales (1985) (con James Kelman y Agnes Owens)
- Ten Tales Tall & True (1993)
- The Ends of Our Tethers: 13 Sorry Stories (2003)